# Římskokatolická farnost Velké Pavlovice
Římskokatolická farnost Velké Pavlovice je územním společenstvím římských katolíků v rámci hustopečského děkanství brněnské diecéze.

## Historie farnosti
První písemná zmínka o farním kostele je z přelomu 14. a 15. století. Původně v obci stával malý kostel svaté Kateřiny. Současný kostel vznikl ve druhé polovině 17. století. Neměl ještě věž se zvony, původní zvonice stála přímo u fary. V druhé polovině 19. století byla postavena kostelní věž se schodištěm. Do věže farníci pořídili celkem pět zvonů. Varhany poprvé v kostele zazněly v roce 1921.

## Duchovní správci
Velkopavlovičtí faráři od roku 1902:
- P. Josef Hanák (1902–1910)
- P. Tomáš Pekař (1911–1917)
- P. Josef Sussmayer (1917–1941)
  - P. ThDr. František Křehlík, kooperátor (1932)
- P. František Stehlík (1941–1941)
- P. Alois Hroch (1941–1970)
- P. Ondřej Damborský (1970–1984)
- P. Antonín Střelec (1984–2003)
- P. Jan Piler (2003)
- P. Petr Papoušek (2003–2011)
- P. ThLic. Marek Kardaczyński (1. 12. 2011 – 31. 7. 2015)[1]
- P. PaedDr. Marek Slatinský (1. 8. 2015 – 31. 8. 2023)[2]

Současným farářem je od 1. září 2023 R. D. Mgr. František Putna.

## Bohoslužby
| Kostel                  | Místo           | Bohoslužba (den)          | Hodina                                                        | Poznámka     |
| ----------------------- | --------------- | ------------------------- | ------------------------------------------------------------- | ------------ |
| Nanebevzetí Panny Marie | Velké Pavlovice | neděle úterý pátek sobota | 11.00 (školní rok)/11.00 (prázdniny) 18.00 18.00 (školní rok) | farní kostel |

## Aktivity ve farnosti
Dnem vzájemných modliteb farností za bohoslovce a bohoslovců za farnosti brněnské diecéze je 20. leden. Adorační den připadá nejbližší neděli po 26. červnu. Každoročně se zde koná tříkrálová sbírka. V roce 2015 se při ní vybralo 80 322 korun.Při sbírce v roce 2016 činil výtěžek 82 847 korun. V roce 2018 dosáhl výtěžek sbírky 89 141 korun.
Pravidelně při bohoslužbách vystupuje farní sbor a schola.
V roce 2017 v soutěži o nejlépe opravenou památku Jihomoravského kraje získal největší počet hlasů velkopavlovický farní kostel. Náročná obnova barokní fasády a chrámové střechy trvala téměř osm let. Rekonstrukcí prošla i fara, na jejímž dvoře bylo v dubnu 2017 otevřeno nově vybudované hřiště.